# Municipio de Wild Rose
El municipio de Wild Rose (en inglés: Wild Rose Township) es un municipio ubicado en el condado de Burleigh en el estado estadounidense de Dakota del Norte. En el año 2010 tenía una población de 19 habitantes y una densidad poblacional de 0,2 personas por km².

## Geografía
El municipio de Wild Rose se encuentra ubicado en las coordenadas 46°40′10″N 100°8′2″O / 46.66944, -100.13389. Según la Oficina del Censo de los Estados Unidos, el municipio tiene una superficie total de 93.27 km², de la cual 82,15 km² corresponden a tierra firme y (11,92 %) 11,12 km² es agua.

## Demografía
Según el censo de 2010, había 19 personas residiendo en el municipio de Wild Rose. La densidad de población era de 0,2 hab./km². De los 19 habitantes, el municipio de Wild Rose estaba compuesto por el 94,74 % blancos y el 5,26 % eran de una mezcla de razas. Del total de la población el 0 % eran hispanos o latinos de cualquier raza.